# ليندون جونستون
ليندون جونستون هو متزلج فني كندي، ولد في 4 ديسمبر 1961 في Hamiota, Manitoba ‏ في كندا.

## وصلات خارجية
- ليندون جونستون على موقع أوليمبيديا (الإنجليزية)
- ليندون جونستون على موقع قاعة مانيتوبا للمشاهير الرياضية (الإنجليزية)